# Universität Trás-os-Montes und Alto Douro
Die Universidade de Trás-os-Montes e Alto Douro (portugiesisch für „Universität von Trás-os-Montes und Alto Douro“, UTAD) ist eine staatliche Universität in Vila Real im Norden Portugals.

## Geschichte
1973 wurde in Vila Real das Polytechnische Institut Instituto Politécnico de Vila Real gegründet. Es wurde 1979 in das Instituto Universitário de Trás-os-Montes e Alto Douro umgewandelt, das danach eine bedeutende Forschungstätigkeit in der Pädagogik und in Wissenschaft und Technologie entwickelte. In der Folge wurde 1986 das Institut zur regulären Universität unter dem heutigen Namen umgewandelt.

## Fachbereiche
Es gibt fünf übergeordnete Fachbereiche:
- Agrar- und Veterinärwissenschaften (Universitätslehrgänge)
- Human- und Sozialwissenschaften (Universitätslehrgänge)
- Wissenschaft und Technologie (Universitätslehrgänge)
- Umweltwissenschaften (Universitätslehrgänge)
- Gesundheits- und Krankenpflege (Polytechnikum)

Außerdem verfügt die UTAD über Niederlassungen in Chaves und Miranda do Douro.